# Adult Time
Adult Time är en betalvideoplattform för pornografisk film. Den lanserades 2019 av Gamma Entertainment, ett kanadensiskt IT-bolag och ägare till ett antal pornografiska produktionsbolag.

## Verksamhet
Plattformen marknadsförs som en pornografisk variant av Netflix, med ett stort utbud av filmer från olika bolag. Filmerna kan både strömmas via webbläsaren och laddas ner. Kort efter lanseringen i januari 2019 sa man sig ha rekryterat 100 000 betalande abonnenter.
På Adult Time finns över 50 000 tillgängliga filmer i full längd, detta att jämföra med de oftast korta klippen som är standard på gratisplattformar typ XVideos och Pornhub. Delar av marknadsföringen av plattformen sker även på dessa gratisplattformar, där Adult Times officiella kanaler lagt upp ett begränsat urval av sina filmer i fullformat. Man är även aktiv i mer traditionella medier, inklusive via sin kanal på Youtube.
Plattformsansvarig för Adult Time hos Gamma är Bree Mills, manusförfattare och producent som arbetat med produktutveckling hos Gamma sedan 2009. Urvalet på materialet täcker olika smaker och genrer, från nordamerikanska och en del samarbetande europeiska bolag. Detta inkluderar från Gammas "egna" produktionsbolag men även exempelvis en del material från italienaren Rocco Siffredi.